# Championnat du Ghana de football 1981
Navigation
Saison précédente Saison suivante
La saison 1981 du Championnat du Ghana de football est la vingt-troisième édition de la première division au Ghana, la Premier League. Elle regroupe, sous forme d'une poule unique, les douze meilleures équipes du pays qui se rencontrent deux fois, à domicile et à l'extérieur. En fin de saison, les deux derniers du classement sont relégués et remplacés par les deux meilleures formations de deuxième division.
C'est le club d'Asante Kotoko, tenant du titre, qui remporte à nouveau le championnat cette saison après avoir terminé en tête du classement final, avec huit points d'avance sur un trio composé de Hearts of Oak SC, de Sekondi Hasaacas et d'Eleven Wise. C'est le dixième titre de champion du Ghana de l'histoire du club. 

## Les clubs participants
| - Hearts of Oak SC - Asante Kotoko - Great Lions FC - Great Olympics - Real Tamale United - GIHOC Stars | - Eleven Wise - Prestea Mines Stars - Sekondi Hasaacas - Cornerstones Kumasi - Brong Ahafo United - Mysterious Dwarfs |

## Compétition
Le barème de points servant à établir les classements se décompose ainsi :
- Victoire : 2 points
- Match nul : 1 point
- Défaite : 0 point

### Première phase
| Rang | Équipe              | Pts | J  | G  | N  | P  | Bp | Bc | Diff |
| ---- | ------------------- | --- | -- | -- | -- | -- | -- | -- | ---- |
| 1    | Asante KotokoT      | 35  | 22 | 15 | 2  | 2  | 39 | 14 | +25  |
| 2    | Hearts of Oak SCC   | 27  | 22 | 9  | 9  | 4  | 26 | 15 | +11  |
| 3    | Sekondi Hasaacas    | 27  | 22 | 10 | 7  | 5  | 25 | 19 | +6   |
| 4    | Eleven Wise         | 27  | 22 | 9  | 9  | 4  | 23 | 17 | +6   |
| 5    | Real Tamale United  | 24  | 22 | 8  | 8  | 6  | 30 | 20 | +10  |
| 6    | Great Olympics      | 23  | 22 | 8  | 7  | 7  | 18 | 18 | 0    |
| 7    | Brong Ahafo United  | 20  | 22 | 7  | 6  | 9  | 22 | 26 | -4   |
| 8    | Dumas Boys of GTP   | 20  | 22 | 5  | 10 | 7  | 19 | 23 | -4   |
| 9    | Prestea Mines Stars | 18  | 22 | 5  | 8  | 9  | 19 | 23 | -4   |
| 10   | Cornerstones Kumasi | 17  | 22 | 7  | 3  | 12 | 17 | 32 | -15  |
| 11   | GIHOC Stars         | 16  | 22 | 5  | 6  | 11 | 16 | 23 | -7   |
| 12   | Mysterious Dwarfs   | 10  | 22 | 2  | 6  | 14 | 12 | 34 | -22  |

|  | Qualification pour la Coupe des clubs champions africains 1982 |
|  | Qualification pour la Coupe des Coupes 1982                    |
|  | Qualification pour la Coupe de l'UFOA 1982                     |
|  | Relégation directe en deuxième division                        |
|  | T : Tenant du titre C : Vainqueur de la Coupe du Ghana         |

## Bilan de la saison
| Championnat du Ghana de football 1980-1981 |                           |
| Champion                                   | Asante Kotoko (10e titre) |
| Coupes et trophées                         |                           |
| Vainqueur de la Coupe du Ghana 1980-1981   | Hearts of Oak SC          |
| Qualifications continentales               |                           |
| Coupe des clubs champions africains 1982   | Asante Kotoko             |
| Coupe des Coupes 1982                      | Hearts of Oak SC          |
| Coupe de l'UFOA 1982                       | Sekondi Hasaacas          |
| Promotions et relégations                  |                           |
| Promus en Premier League                   | Okwahu United             |
| Promus en Premier League                   | Standfast FC              |
| Relégués en Second League                  | GIHOC Stars               |
| Relégués en Second League                  | Mysterious Dwarfs         |